# Novotel Ligue (damer)
Novotel Ligue är den högsta volleybollserien för damer i Luxemburg. Serien organiseras årligen av Fédération Luxembourgeoise de Volleyball sedan 1967 och vinnaren blir luxemburgsk mästare. Som många andra högstaserier i volleyboll består den av seriespel följt av ett cupspel för att avgöra vilket lag som blir mästare. I seriespelet deltar åtta lag.

## Resultat per år[1]
| Säsong                  | Podium                | Podium            | Podium            |
| Mästare                 | Tvåa                  | Trea              |                   |
| ----------------------- | --------------------- | ----------------- | ----------------- |
| 1957-58 mer information | CAL Clausen           | -                 | -                 |
| 1958-59 mer information | CAL Clausen           | -                 | -                 |
| 1959-60 mer information | CAL Clausen           | -                 | -                 |
| 1960-61 mer information | CAL Clausen           | -                 | -                 |
| 1961-62 mer information | US Lalléng            | -                 | -                 |
| 1962-63 mer information | US Lalléng            | -                 | -                 |
| 1963-64 mer information | US Lalléng            | -                 | -                 |
| 1964-65 mer information | US Lalléng            | -                 | -                 |
| 1965-66 mer information | CAL Clausen           | -                 | -                 |
| 1966-67 mer information | CAL Clausen           | -                 | -                 |
| 1967-68 mer information | US Lalléng            | -                 | -                 |
| 1968-69 mer information | CAL Clausen           | -                 | -                 |
| 1969-70 mer information | CAL Clausen           | -                 | -                 |
| 1970-71 mer information | US Lalléng            | -                 | -                 |
| 1971-72 mer information | CAL Clausen           | -                 | -                 |
| 1972-73 mer information | CAL Clausen           | -                 | -                 |
| 1973-74 mer information | CAL Clausen           | -                 | -                 |
| 1974-75 mer information | VC Olympic Luxembourg | -                 | -                 |
| 1975-76 mer information | CAL Clausen           | -                 | -                 |
| 1976-77 mer information | CAL Clausen           | -                 | -                 |
| 1977-78 mer information | CAL Clausen           | -                 | -                 |
| 1978-79 mer information | VC Olympic Luxembourg | -                 | -                 |
| 1979-80 mer information | CAL Clausen           | -                 | -                 |
| 1980-81 mer information | CAL Clausen           | -                 | -                 |
| 1981-82 mer information | VC Olympic Luxembourg | -                 | -                 |
| 1982-83 mer information | GYM Volley            | -                 | -                 |
| 1983-84 mer information | VC Olympic Luxembourg | -                 | -                 |
| 1984-85 mer information | VC Olympic Luxembourg | -                 | -                 |
| 1985-86 mer information | VC Olympic Luxembourg | -                 | -                 |
| 1986-87 mer information | VC Olympic Luxembourg | -                 | -                 |
| 1987-88 mer information | GYM Volley            | -                 | -                 |
| 1988-89 mer information | VC Olympic Luxembourg | -                 | -                 |
| 1989-90 mer information | GYM Volley            | -                 | -                 |
| 1990-91 mer information | GYM Volley            | -                 | -                 |
| 1991-92 mer information | GYM Volley            | -                 | -                 |
| 1992-93 mer information | GYM Volley            | -                 | -                 |
| 1993-94 mer information | VC Mamer              | -                 | -                 |
| 1994-95 mer information | VC Mamer              | -                 | -                 |
| 1995-96 mer information | VC Mamer              | -                 | -                 |
| 1996-97 mer information | VC Mamer              | -                 | -                 |
| 1997-98 mer information | GYM Volley            | -                 | -                 |
| 1998-99 mer information | VC Mamer              | -                 | -                 |
| 1999-00 mer information | VC Mamer              | -                 | -                 |
| 2000-01 mer information | VC Mamer              | -                 | -                 |
| 2001-02 mer information | VC Mamer              | -                 | -                 |
| 2002-03 mer information | VC Mamer              | -                 | -                 |
| 2003-04 mer information | Volley 80 Pétange     | -                 | -                 |
| 2004-05 mer information | Volley 80 Pétange     | -                 | -                 |
| 2005-06 mer information | Volley 80 Pétange     | -                 | -                 |
| 2006-07 mer information | VC Mamer              | -                 | -                 |
| 2007-08 mer information | Volley 80 Pétange     | VC Mamer          | GYM Volley        |
| 2008-09 mer information | Volley 80 Pétange     | GYM Volley        | VC Mamer          |
| 2009-10 mer information | GYM Volley            | Volley 80 Pétange | RSR Walfer        |
| 2010-11 mer information | RSR Walfer            | GYM Volley        | Volley 80 Pétange |
| 2011-12 mer information | GYM Volley            | VC Mamer          | Volley 80 Pétange |
| 2012-13 mer information | VC Mamer              | RSR Walfer        | GYM Volley        |
| 2013-14 mer information | RSR Walfer            | VC Mamer          | Volley Bartréng   |
| 2014-15 mer information | RSR Walfer            | VC Mamer          | CHEV              |
| 2015-16 mer information | VC Mamer              | CHEV              | RSR Walfer        |
| 2016-17 mer information | RSR Walfer            | CHEV              | VC Mamer          |
| 2017-18 mer information | RSR Walfer            | CHEV              | VC Strassen       |
| 2018-19 mer information | RSR Walfer            | CHEV              | GYM Volley        |
| 2019-20 mer information | Slutfördes inte       | Slutfördes inte   | Slutfördes inte   |
| 2020-21 mer information | RSR Walfer            | VC Mamer          | GYM Volley        |
| 2021-22 mer information | RSR Walfer            |                   |                   |